# Луис Ренисън
Луис Ренисън (на английски: Louise Rennison) е английска комична актриса, радио и телевизионна водеща, журналистка и писателка, авторка на бестселъри в жанровете чиклит и любовен роман за юноши.

## Биография и творчество
Луис Ренисън е родена на 19 ноември 1951 г. в Лийдс, Англия, в семейство от работническата класа. Отраства в Йоркшир и учи в девическо училище. Когато е на 15 години семейството ѝ се премества в Уайракей, Нова Зеландия. На 17 години забременява, а след раждането дава дъщеря си за осиновяване.
През 1970 г. се връща в Англия и живее в Лондон. За да се издържа работи различни временни работни места, вкл. като стоматологична сестра. На 32 години решава да се върне към деската си мечта да бъде артистка и учи театрално изкуство в Колежа в Брайтън. След дипломирането си работи за Би Би Си Радио-4 като участва в комедийни предавания. В края на 80-те прави собствено комедийно автобиографично шоу – „Stevie Wonder Felt My Face“. Участва в написването на комедийни сценарии за представления. Пише като колумнист за хумористичната страница на вестник „Ивнинг Стандард“.
Работата ѝ привлича вниманието на лондонска издателска къща, която ѝ предлага да пише чиклит книги за 14-годишни тийнейджърки. Основавайки се на своите собствени преживявания на тази възраст в гимназията в Йоркшир тя оформя произведенията си във вид на дневници, запазвайки и истинските имена на своите съученици. Първият ѝ роман „Уроци по целуване“ е издаден през 1999 г. Той става международен бестселър издаден в милиони екземпляри. Удостоен е с множество награди за постижения в юношеската литература – британската литературна награда в категорията „Четива за 10-12-годишни“, бронзов медал Карнеги, и др.
Романът е последван от още 9 продължения, а поредицата получава престижната американска литературна награда „Майкъл Принц“. Книгите разказват за конфликтите между деца и родители, за отношенията на ученици и учители, за откриването на любовта. Те имат хапливо чувство за хумор, усет към диалозите, представят отделните случки откъм комичната им страна подправени с британски жаргон, и отразяват действителния живот на 14-годишните девойки, което ги прави успешни сред читателите, макар да имат различни оценки от критиката.
През 2008 г. първите два романа са екранизиран в комедийния филма „Angus, Thongs and Perfect Snogging“ с участието на Джорджия Грум, Арън Тейлър-Джонсън и Карън Тейлър.
След завършването на 10-а книга, от 2010 г. писателката започва нова поредица „Премеждията на Талула Кейси“, героите на която са в школа за сценични изкуства, в един свят на приятелство, съперничество и неудобни моменти.
Луис Ренисън умира на 29 февруари 2016 г. в Брайтън.

## Произведения

### Серия „Признанията на Джорджия Никълсън“ (Confessions of Georgia Nicolson)
1. Angus, Thongs and Full-frontal Snogging (1999)
Уроци по целуване: Признанията на Джорджия Никълсън, изд.: „Кръгозор“, София (2005), прев. Маргарита Спасова
2. It's OK, I'm Wearing Really Big Knickers (2000) – издаден и като „On the Bright Side I'm Now the Girlfriend of a Sex God“
Момчетата не знаят какво искат: Нови признания от Джорджия – дневник 2, изд.: „Кръгозор“, София (2006), прев. Цветана Генчева
3. Knocked Out by My Nunga-nungas (2001)
И момичетата не знаят какво искат: Още признания от Джорджия – дневник 3, изд.: „Кръгозор“, София (2006), прев. Цветана Генчева
4. Dancing in My Nuddy Pants (2002)
Космически свалки: Признанията на Джорджия продължават – дневник 4, изд.: „Кръгозор“, София (2007), прев. Цветана Генчева
5. ...and That's When It Fell Off in My Hand (2004) – издаден и като „Away Laughing On a Fast Camel“
Искам ново гадже: Най-новите признания на Джорджия – дневник 5, изд.: „Кръгозор“, София (2008), прев. Цветана Генчева
6. Then He Ate My Boy Entrancers (2005)
Шест по целувчената скала: Презокеанските признания на Джорджия – дневник 6, изд.: „Кръгозор“, София (2008), прев. Цветана Генчева
7. ...Startled by His Furry Shorts! (2006)
Ревнива секси мацка: любовните съмнения на Джорджия – дневник 7, изд.: „Кръгозор“, София (2009), прев. Антоанета Дончева-Стаматова
8. Love Is a Many Trousered Thing (2007) – издаден и като „Luuurve Is a Many Trousered Thing...“
Ах, тези гаджета!: триуменията на Джорджия – дневник 8, изд.: „Кръгозор“, София (2010), прев. Антоанета Дончева-Стаматова
9. Stop in the Name of Pants! (2008)
10. Are These My Basoomas I See Before Me? (2009)

### Серия „Премеждията на Талула Кейси“ (Misadventures of Tallulah Casey)
1. Withering Tights (2010)
2. A Midsummer Tights Dream (2012)
3. The Taming of the Tights (2013) – издаден и като „Wild Girls, Wild Boys, Wild Tights“

### Сборници
- Midnight Feast: Warchild (2011) – с Мег Кабът, Оуън Колфър, Антъни Хоровиц, Гарт Никс и Дарън Шан

### Документалистика
- Fabbity-fab Journal (2007)
- Georgia Nicolson's Little Pink Book (2008)
- Georgia's Book of Wisdomosity (2008)
- Luuurve and Other Ramblings (2009)

### Екранизации
- 2008 Angus, Thongs and Perfect Snogging – по романите „Уроци по целуване“ и „Момчетата не знаят какво искат“